# 超音波導入

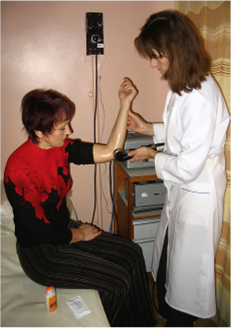
ソノフォレシスの施術。

ソノフォレシス(Phonophoresis)、超音波導入は、生体組織に物質を送達するために超音波を用いる技術。
イオン導入と異なり、イオン化できない物質も導入できる。

## 歴史
1954年にFellingerとSchmidが、超音波を用いてステロイド外用薬のコルチゾールの皮膚浸透を増加させることが証明された。
1950年代より、周波数0.7MHz（メガヘルツ）以上の高周波ソノフォレシス (HFS) が研究され、40年間にわたり使用され、典型的な皮膚浸透強化は10倍までとされている。動物・人間での研究を含めて、痛みや傷の瘢痕の治療に外用で使える130種類もの物質が実験された。
1990年代から、20Hzから100kHzの低周波ソノフォレシスが研究されるようになり、90の物質で実験されてきた。低周波ソノフォレシスでは送達可能な分子の大きさの制限がさらになくなり、タンパク質、ワクチン、ナノ粒子が送達可能だと判明している。

## 原理
皮膚透過性が高まる原理は完全には理解されていないが、ソノフォレシスの作用機序についての理解は深まり、周波数が高まるほどキャビテーション効果が低くなることが判明していった。言い換えると理論上は、 3 MHzでは1ミクロンの半径の気泡を作るが、20kHzでは150ミクロンとなる。キャビテーションの気泡が増殖し、マイクロジェットが形成され、皮膚に当たってこれらの泡が崩壊する。半径が小さいほど、皮膚に浸透して皮膚の中で起こる。
一般に皮膚は分子量500未満で水に溶けにくい物質を通しやすい。高周波ソノフォレシスでは安全性のための長い歴史があり、1000までの分子量の物質が送達できる。
薬剤を経口から摂取するのに比べると、代謝経路をパスでき、物質が消化によって変性しにくく、とくに分子量が多いものの場合で、また消化に関わる副作用が減少する。注射針などと比較すると、非侵襲的で、痛みが減少して施術しやすくなり、針による伝染のリスク低下も挙げられる。